# Celestynów (Groot-Polen)
Celestynów is een dorp in het Poolse woiwodschap Groot-Polen, in het district Gostyński. De plaats maakt deel uit van de gemeente Borek Wielkopolski en ligt 65 km ten zuidoosten van de stad Poznań.